# Distretto di Esônzùjl
Il distretto di Esônzùjl è uno dei diciannove distretti (sum) in cui è suddivisa la provincia del Ôvôrhangaj, in Mongolia. Conta una popolazione di 3.422 abitanti (censimento 2008). 